# Loi Goblet
 (septembre 2017).
Si vous disposez d'ouvrages ou d'articles de référence ou si vous connaissez des sites web de qualité traitant du thème abordé ici, merci de compléter l'article en donnant les références utiles à sa vérifiabilité et en les liant à la section « Notes et références ».
La loi portant sur l’organisation de l’enseignement primaire du 30 octobre 1886, dite loi Goblet (d'après le nom du ministre de l'Instruction publique, René Goblet), est une des grandes lois éducatives françaises. Elle prolonge les lois Ferry, en confiant à un personnel exclusivement laïque l'enseignement dans les écoles publiques. Elle remplace les instituteurs religieux des congrégations enseignantes. Elle redéfinit aussi l’organisation de l’enseignement primaire. Elle renforce l'intervention de l'État dans l'organisation de l'enseignement élémentaire et en fonctionnarisant les instituteurs.

## Genèse
La vie politique de la IIIe République est le théâtre d'affrontements nombreux au sujet de l'instruction. Si la loi Duruy, sous le Second Empire, avait échoué à rendre l'école obligatoire, les lois Ferry permettent d'entériner le principe d'une école gratuite, laïque et obligatoire. Il n'existe cependant toujours pas d'interdiction pour les religions d'instruire dans les écoles, et les enfants de moins de six ans sont gardés dans des salles d'asile.
En 1882, le ministre de l'Instruction publique Paul Bert propose au Parlement une loi le 7 février 1882. Votée par la Chambre des députés, elle est transmise au Sénat en 1884. Le débat ne s'ouvre que le 28 janvier 1886, sous la conduite de celui qui est depuis devenu ministre, René Goblet.

## Contenu
| Article(s) | Objet                                       | Contenu |
| ---------- | ------------------------------------------- | --- |
| 2          | Coexistence des écoles publiques et privées | Réaffirmation de l'autorisation de l'existence d'écoles publiques et d'écoles privées. |
| 4 et 5     | Conditions de recrutement du personnel      | Établissement de critères de nationalité et d'âge pour être directeur de classe. Interdiction pour ceux qui « ont subi une condamnation judiciaire pour crime ou pour délit contraire à la probité ou aux mœurs » d'être recrutés. |
| 6          | Sexe des instituteurs                       | Ségrégation sur le sexe Seuls les instituteurs peuvent enseigner dans les écoles de garçons, et seules les institutrices peuvent enseigner dans les écoles de filles, les écoles maternelles, les écoles ou classes enfantines et les écoles mixtes. Les institutrices ne peuvent enseigner dans les écoles de garçons qu'à condition d'être adjointes, d'être soit « épouse, sœur ou parente en ligne directe du directeur de l'école ». |
| 8          | Classes primaires pour adultes              | Possibilité d'ouverture de classes primaires pour l'éducation des adultes n'ayant pas bénéficié d'une scolarisation. Ces écoles ne peuvent être mixtes. |
| 17         | Laïcisation du personnel enseignant         | « Dans les écoles publiques de tout ordre, l'enseignement est exclusivement confié à un personnel laïque. » |
| 41         | Contrôle de l’État sur les écoles privées   | L’État pourra, sur plainte de l'inspecteur d'académie, poursuivre un instituteur privé . |
| 62         | Gestion des écoles maternelle               | Les écoles maternelles doivent être tenues par des institutrices, de même formation que celles qui enseignent dans les écoles élémentaires. |
| 68         | Application en Algérie et dans les colonies | La loi a vocation à s'appliquer dans les territoires d'Algérie, de la Guadeloupe,de la Martinique et de la La Réunion. |

L'enseignement primaire peut se poursuivre, au-delà de l'âge de l'obligation scolaire, dans des écoles primaires supérieures indépendantes ou dans des cours complémentaires annexés aux écoles élémentaires.
L’école primaire supérieure s’adresse aux élèves les plus brillants des écoles primaires, généralement enfants des classes populaires (les classes aisées scolarisent leurs enfants dans les petites classes des lycées et collèges). Elle propose pendant deux ans un programme orienté vers les savoirs pratiques et les sciences usuelles. C’est un établissement autonome dans lequel enseignent des personnels titulaires du certificat d'aptitude au professorat dans les écoles normales. Elles vont progressivement se rapprocher des lycées sous l'appellation, au milieu du XXe siècle de « collèges modernes ».
Les cours complémentaires sont rattachés aux écoles primaires. Ce sont des instituteurs qui enseignent.
Un autre prolongement possible de l'enseignement primaire est constitué par les écoles manuelles d’apprentissage, à vocation de formation professionnelle, où enseignent des instituteurs et des professionnels.

## Postérité
La loi Goblet a été transposée dans le Code de l'éducation. Celui-ci énonce toujours en 2018, suivant la loi Goblet, que « dans les établissements du premier degré publics, l'enseignement est exclusivement confié à un personnel laïque » (article L 141-5). Certains considèrent cette exclusion des religieux de l'exercice d'un métier, à la lumière de la jurisprudence la Cour européenne des droits de l'homme (la CEDH), comme une discrimination fondée sur la religion.